# Pierre de la Harpe
Pierre de la Harpe ist ein Schweizer Mathematiker. Er ist Professor an der Universität Genf.
De la Harpe wurde 1972 an der University of Warwick bei James Eells promoviert (Classical Banach-Lie Algebras and Banach-Lie Group).
Er befasst sich mit geometrischer Gruppentheorie und Operatoralgebren.
De la Harpe ist Mitherausgeber der Grundlehren der mathematischen Wissenschaften und von L’Enseignement Mathématique.

## Schriften
- Classical Banach-Lie algebras and Banach-Lie groups of operators in Hilbert space, Lecture Notes in Mathematics, Springer Verlag 1972
- Herausgeber Algèbres d’opérateurs: Séminaire sur les algèbres d’opérateurs, Les-Plans-sur-Bex, Suisse, 13–18 mars 1978, Springer Verlag 1979
- mit Alain Valette: La propriété (T) de Kazhdan pour les groupes localement compacts, Societé Mathématique de France 1989 (Anhang Marc Burger)
- mit Frederick Goodman, Vaughan Jones: Coxeter Graphs and Towers of Algebras, Springer Verlag 1989
- Herausgeber mit Étienne Ghys Sur les groupes hyperboliques d’après Mikhael Gromov, Birkhäuser 1990
- Topics in Geometric Group Theory, Chicago University Press 2000
- mit Bachir Bekka, Alain Valette: Kazhdan’s property (T). Cambridge University Press 2008